# Alfa Romeo 4C Concept
L'Alfa Romeo 4C Concept è una concept car realizzata da Alfa Romeo nel 2011. Presentata al salone dell'automobile di Ginevra, ha anticipato la 4C di serie messa in produzione nel 2013.

## Storia
Questa concept car, sviluppata dagli ingegneri Alfa Romeo con la consulenza della Dallara, riprende il filone delle sportive italiane compatte: un concetto reso famoso negli anni 1960 dalla Abarth, e portato avanti negli anni 1970 e 1980 da modelli quali Lancia Stratos, Beta Montecarlo e Fiat X1/9.
Harald J. Wester, amministratore delegato di Alfa Romeo, durante l'anteprima mondiale della 4C a Ginevra ha confermato l'intenzione di trasformare questa concept in una vettura di serie, dichiarando che «ci stiamo impegnando per produrla e metterla sul mercato possibilmente entro fine 2012». Il designer Lorenzo Ramaciotti ha successivamente specificato che alcune caratteristiche della 4C Concept dovranno giocoforza mutare o scomparire sulla versione di serie, tra cui la grafia dei fanali, il giro porta e gli specchietti esterni, nonché gran parte dell'abitacolo.
In occasione dell'ulteriore aggiornamento evolutivo della concept, presentato nel settembre 2011 al salone dell'automobile di Francoforte, Alfa Romeo ha confermato la produzione in serie della 4C per l'inizio del 2013. Da parte sua, Gian Paolo Dallara ha invece dichiarato che dal telaio in carbonio appositamente studiato per la 4C è prevista la nascita di un modello a sé stante marchiato Dallara.
Nel dicembre 2011 Mauro Pierallini, responsabile engineering di Fiat SpA, ha pubblicato ulteriori dettagli sul modello di serie. A differenza della concept questo vedrà l'utilizzo di un telaio per 1/3 in fibra di carbonio, nella parte centrale per l'abitacolo, e per 2/3 in alluminio, nei sottotelai all'anteriore e al posteriore, nonché di una carrozzeria realizzata in una particolare declinazione della vetroresina denominata SMC. Lo stile sarà pressoché quello della concept, e anche gli interni ricalcheranno quanto già visto. Il primo muletto del modello di serie si è visto a Torino nell'ottobre 2012.

### Il seguito produttivo
Il 12 febbraio 2013 viene ufficialmente presentato il modello definitivo tramite delle immagini ufficiali e un comunicato stampa, cui segue l'anteprima mondiale "dal vivo" al salone ginevrino dell'automobile; l'anteprima italiana è avvenuta ad aprile durante il Salone Internazionale del Mobile di Milano. La vettura di serie differisce per alcuni piccoli particolari, tra cui i fari anteriori; al momento della presentazione è prevista una produzione limitata a 60 000 pezzi.

## Stile

### Esterni

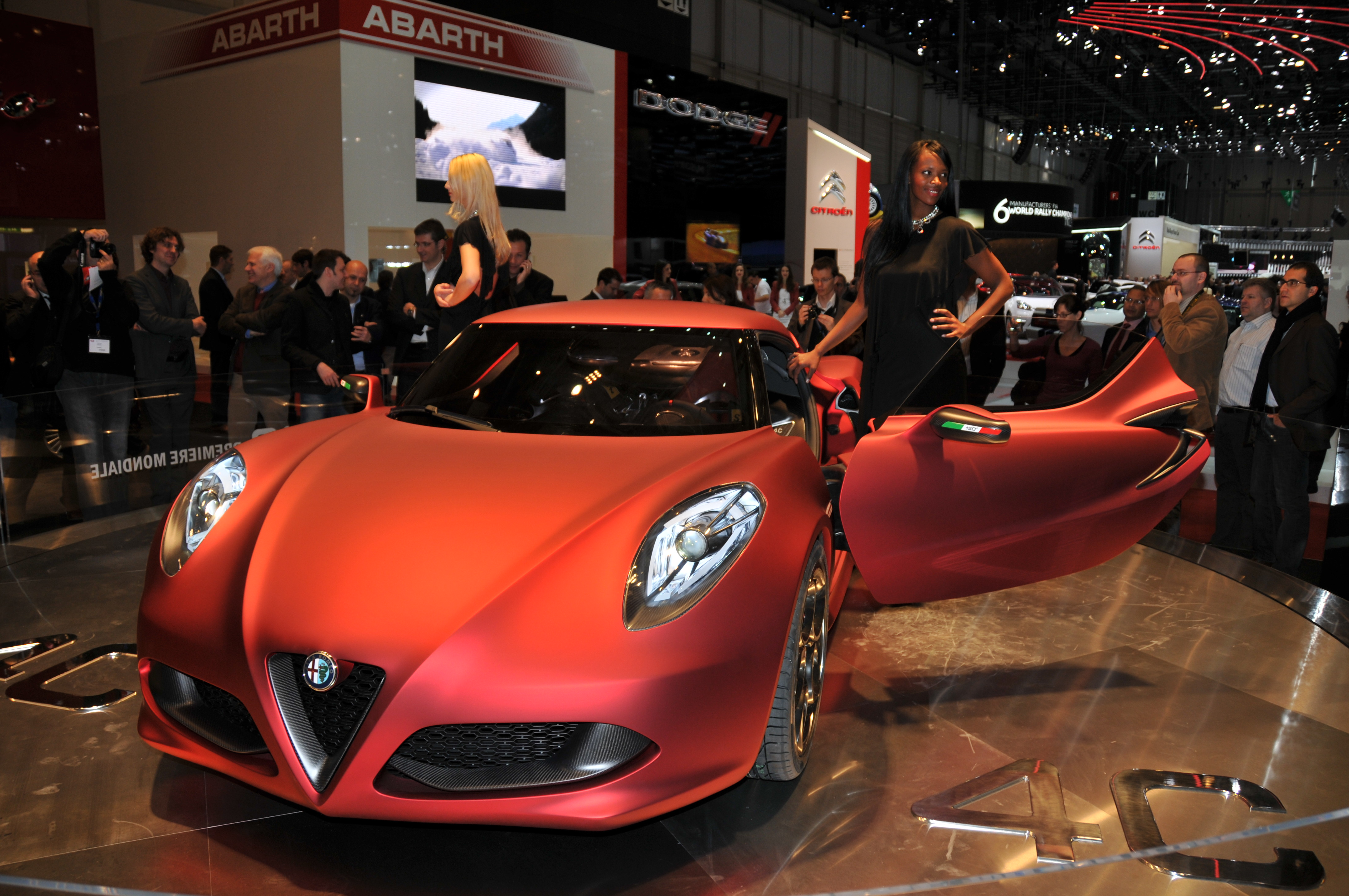
Il frontale e il pannello porta esterno

La 4C è stata disegnata dal Centro Stile Alfa Romeo sotto la supervisione di Lorenzo Ramaciotti. La linea, sinuosa e grintosa ma al contempo filante ed essenziale, ha alcuni richiami alla 8C Competizione e alla 33 Stradale del 1967.
Questa concept fa però sfoggio all'anteriore di alcune linee rette, soprattutto nei gruppi ottici longitudinali ripresi da 8C e MiTo, nonché nelle prese d'aria, che le danno forme a tratti più spigolose; ne sono un esempio le nervature che dal trilobo si dipanano sul cofano anteriore e arrivano fino ai montanti, come accade sulla Giulietta, descritte da Ramaciotti come «tensioni sottopelle, quasi il cofano fosse un lenzuolo steso su fili». Proprio i montanti anteriori, colorati di nero, si mascherano con il parabrezza creando l'illusione di una superficie unica, e due profonde scalfature presenti nelle portiere sono in realtà un accorgimento stilistico per permettere l'inserimento delle prese d'aria posteriori.

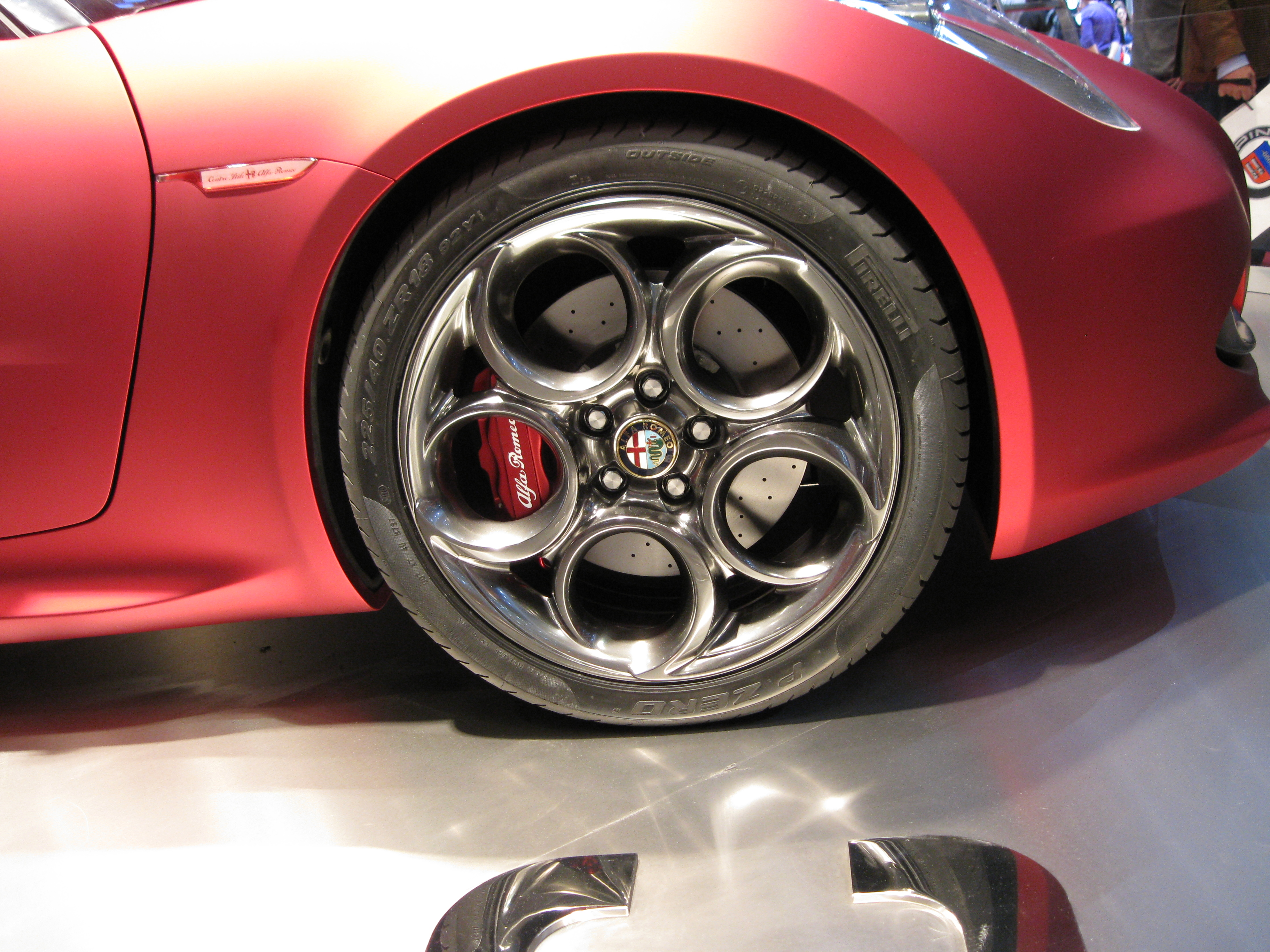
Particolare di un cerchione e di una pinza freno

I cerchioni a 5 razze circolari, così come i fari posteriori circolari, portano avanti lo stile tradizionale di Alfa Romeo. Il tetto basso, che crea una linea unica col lunotto e il cofano motore posteriore, sembra invece richiamare delle forme già viste sulla sportiva inglese Lotus Elise: d'altronde proprio Ramaciotti, ammiratore fin da ragazzo di Colin Chapman, nel 1992 aveva disegnato per Pininfarina la concept car Ethos, fortemente influenzata dallo stile Lotus, e che fu d'ispirazione oltreché per la stessa Elise anche per la Renault Spider. Gli specchietti retrovisori esterni sono decorati con un tricolore stilizzato recante al suo interno la scritta "150º", omaggio al 150º anniversario dell'Unità d'Italia, che cade proprio nel 2011.
Presentata alla première di Parigi nel tradizionale Rosso Alfa, con finitura "a petalo di rosa", successivamente a Francoforte sul Meno ha sfoggiato una nuova livrea "Fluid Metal": pensata come una lastra di metallo forgiata, essa è realizzata con un pigmento fluido e liquido che unito alla base crea un effetto riflettente argenteo, andando così a esaltare le forme della vettura.

### Interni

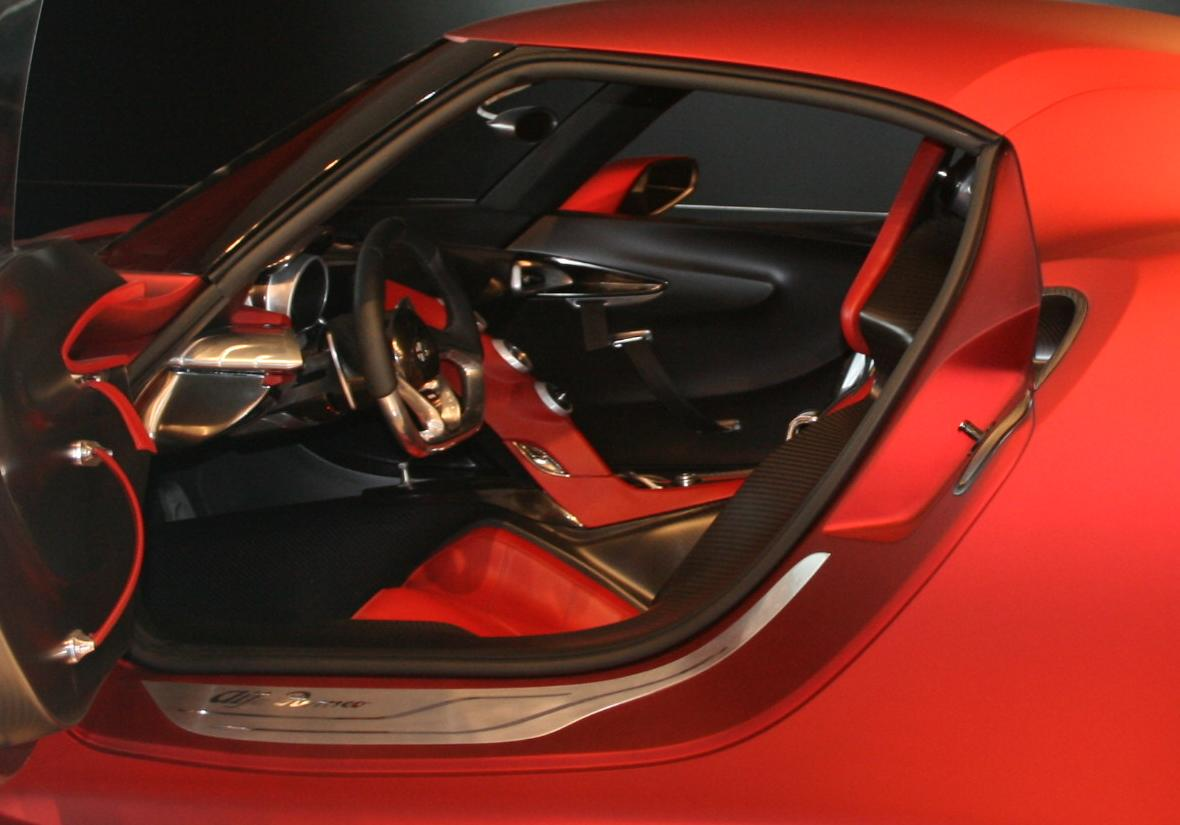
Interni

L'abitacolo della 4C fa ampio sfoggio della fibra di carbonio, che "emerge" direttamente dal telaio della vettura. I toni dominanti sono il rosso e il nero. Il volante è tagliato nella parte inferiore, come sulle vetture da corsa, mentre la pedaliera presenta due pedali incernierati sul pavimento. La console centrale, corredata da tre elementi circolari come nella classica tradizione Alfa Romeo, è invece "sospesa".

## Meccanica
L'Alfa Romeo 4C è una coupé "2 posti secchi" a trazione posteriore e motore centrale, posizionato dietro ai sedili. Come detto, questa concept car dispone di un telaio inedito, progettato appositamente dalla Dallara (insieme ai tecnici Alfa Romeo), in fibra di carbonio e alluminio: lo chassis è in pratica una "vasca" in carbonio dove trovano posto il pilota e il passeggero, mentre il motore è alloggiato in una struttura posteriore, ottenuta con l'utilizzo dell'alluminio. L'uso di questi elementi ha permesso di ottenere un rapporto peso/potenza inferiore a 4 kg/CV, e di contenere il peso della vettura sotto gli 850 kg, distribuiti con un rapporto 40:60. Da tutto questo è derivata un'ottimizzazione del baricentro, e un conseguente miglioramento del comportamento e dell'agilità della vettura.
Nonostante sia una concept, la 4C è equipaggiata con alcune soluzioni già disponibili sulle attuali vetture Alfa Romeo. Il motore è un 4 cilindri 1750 Turbo Benzina, lo stesso montato sulla Giulietta Quadrifoglio Verde, capace di erogare oltre 200 CV: grazie a esso, la 4C riesce ad arrivare a una velocità massima di 250 km/h, con uno scatto nello 0–100 km/h inferiore ai 5 secondi;. il motore è inoltre dotato di un innovativo sistema, chiamato scavenging, capace di eliminare il turbo lag. Le sospensioni prevedono uno schema a quadrilatero all'anteriore, e MacPherson al posteriore, mentre il cambio è il nuovo Alfa Romeo TCT con doppia frizione a secco, già utilizzato dalla MiTo. È presente anche l'Alfa Romeo DNA, manettino già disponibile sulla gamma di serie, che permette di impostare 3 diverse tipologie di assetto della vettura così da adattarla a ogni tipo di condizione.

### La collaborazione con la Dallara
La Dallara,  partendo dalle proprie conoscenze ed esperienze maturate in Formula 1 e nella IndyCar, ha offerto agli ingegneri Alfa Romeo le proprie abilità operative per la realizzazione di un inedito telaio in fibra di carbonio e alluminio, concepito ad hoc per questa vettura; tale base è stata quindi utilizzata dall'Alfa Romeo per la realizzazione del concept e successivamente sviluppato per la produzione in serie di una vettura compatta ed estremamente sportiva. La 4C non è la prima vettura alla quale partecipa la Dallara, che già nel 2007 aveva offerto la sua competenza per un'altra vettura estrema, la KTM X-Bow; nonostante la consulenza Dallara, i due progetti sono indipendenti e differenti.

## Riconoscimenti
Nel maggio 2011 la 4C Concept ha vinto l'Auto Bild Design Award 2011, riconoscimento assegnato in Germania dai lettori della rivista Auto Bild, che l'hanno eletta «concept car più bella dell'anno» tra tutte le proposte presentate nei mesi precedenti ai saloni internazionali di Ginevra, Detroit, Tokyo e Shanghai.
Un anno dopo, alla 4C Concept è stato assegnato il Design Award for Concept Cars & Prototypes al Concorso d'eleganza Villa d'Este, massimo riconoscimento nella categoria prototipi.

## App per iOS
Nei primi mesi del 2012 Alfa Romeo pubblica sull'App Store (così come fatto più tardi per la Giulietta) un'app gratuita per iPad dalla quale è possibile scoprire il veicolo attraverso un modello tridimensionale interattivo, potendo ad esempio scegliere la livrea. Nell'autunno dello stesso anno l'applicazione è stata rimossa.